# ASEC Mimosas (basket-ball)
Pour les articles homonymes, voir ASEC Mimosas (homonymie).
Maillots
L'ASEC Mimosas est un club ivoirien de basket-ball basé à Abidjan, c'est l'une des sections du club omnisports d'ASEC Mimosas.

## Historique
Le club Ivoirien ASEC est le club le plus titré de Côte d'Ivoire. La section basket-ball de ce club est la seule à avoir obtenu deux titres de champion d'Afrique. Le premier avec l'actuel directeur technique national Djadji Clément. Le second le fut avec les icônes[réf. souhaitée] du basket-ball ivoirien que sont Toualy Guy Serge et Amalanbian Blaise. En 2009, cette équipe est portée à bout de bras par des athlètes issus de la cuvée 2003-2004. Celle-ci détient le record de points infligés sans en prendre (40-0 à la mí-temps face TBC-ERMESS espoir) avant de remporter le titre sans aucune défaite. Les leaders de cette cuvée sont[réf. souhaitée] Tapé Williams, Baro Justin et Agolé Stéphane.

## Palmarès

### Équipe masculine
- Coupe d'Afrique des clubs champions
  - Champion : 1989, 2000

### Équipe féminine
- Championnat de Côte d'Ivoire féminin de basket-ball
  - Champion : 1998

## Joueurs notables
- Djadji Clément
- Amadou Dioum
- Fofana Lassina
- Malick Daho
- Ello Dingui
- Tapé Williams
- Agbossé Maxwell
- Alpha Mané

## Joueuses notables
- Kouadio Pokou Reine